# مارتن هرمان فابر
مارتن هرمان فابر (بالألمانية: Martin Faber)‏ هو رسام ومهندس معماري ألماني، ولد في 1587 في إمدن في ألمانيا، وتوفي بنفس المكان في 13 أبريل 1648.